# Nathaniel Fisch
Nathaniel Joseph Fisch (geb. 29. Dezember 1950) ist ein US-amerikanischer Physiker, der sich vor allem mit Plasmaphysik beschäftigt.
Fisch studierte am Massachusetts Institute of Technology (als MIT National Scholar 1968 bis 1972), wo er 1975 seinen Master-Abschluss machte und 1978 in Informatik und Elektrotechnik promoviert wurde. Ab 1978 war er Wissenschaftler im Plasmaphysik-Labor der Princeton University, an der er seit 1991 Professor in der Fakultät für Astrophysik ist (seit 2000 auch mit der Fakultät für Mechanik und Flugtechnik assoziiert) und das Plasma-Physik Programm der Universität leitet. 1986 war er Gastwissenschaftler im Thomas J. Watson Research Center von IBM. 1981 bis 1986 war er Berater bei Exxon Research.
Fisch leistete Pionierarbeit in der Anregung von elektrischen Strömen in Plasmen mit elektromagnetischen Wellen, was bald darauf in Tokamak-Experimenten zur Anwendung kam. Er beschäftigt sich auch mit Trägheitsfusion und Methoden intensive Laserfelder und Teilchenbeschleunigung (Plasma Thrusters) mit Methoden der Plasmaphysik zu erzeugen sowie Plasmen mit Lasern zu beschleunigen. Weitere Arbeitsfelder sind Hydrodynamik geladener Flüssigkeiten, Erdölverarbeitung (Petroleum Refinement) und Mustererkennung.
2005 erhielt er den James-Clerk-Maxwell-Preis für Plasmaphysik für theoretische Arbeiten zu durch Radiowellen induzierte Ströme in Plasmen und für grundlegende Fortschritte in der Fähigkeit, die Wechselwirkung von elektromagnetischen Wellen mit Plasmen zu verstehen, zu analysieren und zu nutzen.
1985 war er Guggenheim Fellow. 2004 erhielt er den Ernest-Orlando-Lawrence-Preis. Für 2015 wurde ihm der Hannes-Alfvén-Preis zugesprochen. Er ist Fellow der American Physical Society (1987), deren Award of Excellence in Plasma Physics er 1992 erhielt für fundamentale theoretische Arbeiten nicht-induktiver Stromerzeugung in toroidal eingeschlossenen Plasmen.